# We Didn't Start the Fire
We Didn't Start the Fire是一首由美国歌手比利·喬创作并且发行的歌曲。这首歌在1989年9月18日作为单曲发行，后来在1989年10月17日作为其专辑Storm Front的一部分发行，这是一首列表式的歌曲，其快节奏的歌词包括对1949年（作者出生的年份）和1989年之间的118个重大政治、文化、科学和体育事件的简要提及，主要按时间顺序排列。
这首歌被提名格莱美奖年度制作并且在1989年末成为作者的第三个获得全美Billboard Hot 100第一的歌曲。Storm Front成为了作者第三个在全美排名第一的专辑。特别是”We Didn't Start the Fire“这首单曲，为21世纪的饶舌文化奠定了基石，并且不断在各种电视节目，广告，喜剧作品中改编。

## 历史
Billy Joel在他刚刚四十岁的时候有了这首歌的创意。他在录音室的时候遇到了Sean Lennon的一位21岁的朋友，他说：“我今年21岁，这真是个糟糕的年代！”作者回应他说：“是啊，当我21岁的时候，我那时候认为那是一个糟糕的时间，那时候有越南战争，毒品问题和民权问题，所有事情看起来都很糟糕。”那位朋友回应：“是啊，但是你不一样，当你是个孩子的时候是在五十年代，所有人都知道在五十年代什么事情都没有发生。”作者反驳到：“等等，你难道没有听说过朝鲜战争或者第二次中东战争吗？”作者后面提到这些头条新闻构成了这首歌的基本框架。作者也曾从严格的乐理角度批评过这首歌。在1993年，当作者和纪录片作者David Horn讨论这首歌的时候，作者在旋律方面将这首歌与他的歌曲“The Longest Time”比较时表示“这其实并不像一首歌...如果论这首歌的旋律来说，这首歌旋律很糟糕，就像牙医的钻头”。
当作者被问到是否有意地以这首歌来纪录冷战时，作者说：“只是碰巧苏联解体了（就在这首歌发行不久后）”，并且这一段时间（歌曲中发生的事件，正好也是冷战40年的时间）也是他所经历的事件。当他被问到是否愿意继续记录这首歌发行后几年发生的事的时候，作者回应：“不了，我已经作了一首这样的歌了，并且我觉得这并不是一个好的开端（作者并不喜欢这首歌的旋律性）。”

## 内容
虽然歌词旋律很快，每一句歌词中都提到了一些人和事件，但是人们对这些人和事都有广泛的共识。Steven Ettinger说
Billy Joel在这三分钟的歌里，就囊括到了这个半个世纪的主要事件和人物...这是纯粹資訊量超載，但其假設人们都准确地知道这首歌在唱什么...真正惊人的是，我们这些听众，在大多数情况下都能理解其中的内容。
每句歌词对于每个独立的事件的描述很简洁，并且这些事件会对应合唱的节拍或者其他歌曲元素，总共有119件事件在歌曲中被列举出。

### 第一节
- Harry Truman 1948年，杜鲁门在罗斯福去世后的部分任期后赢得了1948年美国总统选举。
- Doris Day  1948年，多丽丝-戴在《公海上的浪漫》中首次亮相，这部电影以It's Magic这首歌为特色。

- Red China  1949年，中国共产党成立新中国。
- Johnnie Ray 1949年，摇滚乐鼻祖和Okeh唱片公司签下了他的第一份合同。
- South Pacific 1949年，在百老汇演出的一场获奖的音乐剧。
- Walter Winchell 1949年，一个有影响力的记者，其抵制共产主义，并且称其是美国面临的主要威胁。
- Joe DiMaggio 1949年，乔·迪马焦与纽约扬基签下了100,000美元的合同。

- Joe McCarthy 1950年，美国参议员乔-麦卡锡在林肯日发表反共产主义演讲。
- Richard Nixon 1950年，尼克松第一次当选美国参议员。
- Studebaker 1950年，斯图贝克，一家美国汽车制造商，1966年倒闭。
- Television 1950年，电视在北美和欧洲流行。
- North Korea South Korea 1950年，北韩入侵南韩，朝鲜战争开始。
- Marilyn Monroe 1950年，玛丽莲·梦露，美国女演员、模特、歌手，被视为性感的象征。

- Rosenbergs 1951年，罗森堡夫妇因间谍罪被判刑。
- H-Bomb 1951年，美国研制出氢弹。
- Sugar Ray Robinson 1951年，一位冠军拳击手，在 "圣瓦伦丁日大屠杀 "中击败了杰克-拉莫塔。
- Panmunjom 板门店，坐落在南北韩边界的村庄，南北韩在朝鲜战争中的谈判地点。
- Marlon Brando 1951年，马龙·白兰度，因其在欲望号街车中出演的角色获得了奥斯卡最佳男主角奖。
- The King and I 1951年，由罗杰斯与汉默斯坦创作的音乐剧。
- The Catcher in the Rye 1951年，《麦田里的守望者》发布。

- Eisenhower 1952年，艾森豪威尔以压倒性优势赢得1952年美国总统选举。
- Vaccine 1952年，乔纳斯-索尔克成功研制出脊髓灰质炎疫苗。
- England's got a new queen 1952年，伊丽莎白公主继承了王位，成为女王伊丽莎白二世，并在第二年加冕。
- Marciano 1952年，洛基-马西亚诺击败了泽西-乔-沃尔科特，成为世界重量级拳击冠军。
- Liberace 1952年，利贝拉斯首次播放《利贝拉斯秀》。
- Santayana goodbye 1952年，哲学家、散文家、诗人和小说家乔治-桑塔亚纳去世。

### 第二节
- Joseph Stalin 1953年，苏联的领导人斯大林死亡。
- Georgy Malenkov 1953年，斯大林去世后格奥尔基·马林科夫，短暂成为中央书记处排名第一的书记。
- Gamal Abdel Nasser 贾迈勒·阿卜杜-纳赛尔，阿拉伯埃及共和国的第二任总统，1952年至1970年间埃及实际上的最高领导人。
- Sergei Prokofiev 1953年，苏联著名作家谢尔盖·普罗科菲耶夫逝世。
- Winthrop Rockefeller 1953年，温斯洛普-洛克菲勒，美国商人，政客，纽约州州长。
- Roy Campanella 罗伊-坎帕内拉 道奇队的棒球捕手，1953年第二次获得国家联盟最有价值球员奖。
- Communist Bloc 1953年，东德六一七事件被德国人民警察和苏军驻德集群镇压。

- Roy Cohn 1954年，罗依·科恩辞去约瑟夫·麦卡锡的首席法律顾问一职，开始私人执业。
- Juan Perón  1954年，胡安·庇隆，阿根廷总统，次年发生政变。
- Arturo Toscanini  1954年，阿图罗·托斯卡尼尼正处于他作为指挥家的鼎盛时期，经常在美国国家广播电台与NBC交响乐团合作演出。
- Dacron 1954年，涤纶发明，一种人造纤维，由与聚酯相同的塑料制成。
- Dien Bien Phu falls 1954年，奠边府陷落，奠边府被越南军队占领，导致北越和南越成为独立的国家。
- Rock Around the Clock 1954年，《围着时钟摇吧》，一首由Bill Haley & His Comets乐队创作的歌。

- Albert Einstein 1955年，著名物理学家爱因斯坦逝世，享年76岁。
- James Dean 詹姆斯·迪恩，著名美国演员，1955年凭借《天倫夢覺》和《无因反叛》获得成功，但在24岁时死于一场车祸。
- Brooklyn's got a winning team  1955年，布鲁克林道奇队在迁至洛杉矶之前赢得了他们的第一个也是唯一一个世界大赛。
- Davy Crockett “Davy Crockett”是一部关于一位传奇拓荒者的迪斯尼电视迷你剧，在50年代大获成功并且短暂的激起了浣熊皮帽的热潮。
- Peter Pan 彼得·潘，苏格兰小说家及剧作家詹姆斯·马修·巴里笔下的虚构人物，出现在 1955年迪士尼衍生电影小飞侠中。
- Elvis Presley  1955年，埃尔维斯·普雷斯利在11月21日与RCA唱片签约，开始他了的流行乐生涯，其后赢得了“摇滚之王”的美誉。
- Disneyland  1955年，加州迪士尼乐园开幕，其是世界上唯一一座由华特·迪士尼亲手设计和创办的迪士尼乐园。

- Brigitte Bardot  1956年，碧姬·芭铎出演上帝创造女人，被称为“性感小猫”。
- Budapest 1956年，匈牙利首都发生1956年匈牙利革命。
- Alabama  美国阿拉巴马州蒙哥马利，1955年12月1日，黑人罗莎·帕克斯拒绝听从巴士司机的命令，拒绝把位置让给一位白人乘客，由此发生联合抵制蒙哥马利巴士运动，参与抵制的马丁·路德·金开始在民权运动中引起注目。[8]
- Nikita Khrushchev 尼基塔·赫鲁晓夫，曾任苏联最高领导人、苏共最高领导人、苏联共产党中央委员会第一书记及苏联部长会议主席（政府首脑）等重要职务，与1956年发表秘密报告，对前苏联领导人约瑟夫·斯大林展开全面否定，披露了斯大林时期的通知问题等。
- Princess Grace 格蕾丝·凯利，美国女演员，于1956年四月下嫁摩纳哥亲王兰尼埃三世成为摩纳哥王妃。
- Peyton Place 1956年出版的小说，《冷暖人间》，背景设定在二战前后的新英格兰，讲述了三个女人在一个保守、八卦的小镇上被迫接受自己的身份——既是女人，又是性的存在。
- Trouble in the Suez  1956年，第二次中东战争爆发，一场发生在埃及的国际武装冲突，英国、法国、和以色列的军队入侵埃及。

### 第三节
- Little Rock  1957年，小石城——阿肯色州的首府及其人口最多的城市——发生了小石城事件，时任阿肯色州州长Orval Faubus阻止黑人学生入学小石城中央中学，后来在美国总统艾森豪威尔介入并动用军队镇压后，黑人学生才得以进入学校。
- Pasternak 鲍里斯·帕斯捷尔纳克，苏联作家，1958年获诺贝尔文学奖，以小说《日内瓦医生》闻名于世。
- Mickey Mantle 米基·曼特尔，美国职业棒球运动员，纽约扬基队球员，1975年被选入棒球名人堂。
- Kerouac 杰克·凯鲁亚克，美国作家，1957年出版在路上，是垮掉的一代的经典作品。
- Sputnik 1957年，第一颗进入行星轨道的人造卫星斯普特尼克1号发射升空，开启了太空竞赛。
- Zhou Enlai 1957年，中华人民共和国总理周恩来，在一次台湾策划的刺杀中幸存。
- Bridge on the River Kwai 1957年，桂河大桥上映。

- Lebanon 1958年爆发黎巴嫩危机，最终美军在黎巴嫩总统卡密拉·夏蒙的要求下进行了三个月的军事干预，危机结束后美军撤军。[9]
- Charles de Gaulle  夏尔·戴高乐在1958年5月法国政变后当选法兰西第五共和国总统。
- California baseball 1958年，布鲁克林道奇队与纽约巨人队迁往加利福尼亚州。
- Starkweather homicide 1958年，杀人犯查尔斯·斯塔克韦瑟在内布拉斯加州和怀俄明州杀害七人。
- Children of Thalidomide 1958年的反应停事件，孕妇因服用“反应停”(沙利窦迈)后，在全世界共产下了大约1.2万名畸形儿。[10]

- Buddy Holly 巴迪·霍利，美国歌手，音乐剧，制作人，1959年2月3日遇飞机失事坠毁不幸遇难。
- Ben-Hur 1959年，查尔顿-赫斯顿主演的《宾虚》赢得了11项奥斯卡奖，包括最佳影片。
- Space Monkey 1959年，一对猕猴和松鼠猴被NASA送入太空，成为了首批进入太空并且存活的两只动物。
- Mafia 1959年，黑手党在阿拉巴钦召开会议时被警察突袭，许多黑手党成员被捕。
- Hula hoops 1959年，呼啦圈售出一亿份，成为最流行的玩具。
- Castro 1959年，菲德尔·卡斯特罗率领起义军推翻巴蒂斯塔独裁政权，建立美洲首个社会主义政权，称之为“古巴革命政府”，并出任古巴总理。
- Edsel is a no-go 50年代末的一个汽车品牌，由于销量不佳，这款广受广告宣传的汽车品牌仅在三年后就停产了。

- U2 1960年5月1日，一架美军的U2侦察机在苏联境内执行侦察任务时被击落。
- Syngman Rhee 1960年，李承晚在下台后流亡夏威夷。
- Payola 指的是60年代电台不公开在广播中播放音乐的报酬的行为，在美国法律中，广播电台必须披露他们在广播中作为赞助播放的歌曲的报酬。
- Kennedy 肯尼迪赢得1960年美国总统选举。
- Chubby Checker 1960年，Chubby Checker翻唱了《The Twist》，使得扭扭舞风靡。
- Psycho  1960年，希区柯克的惊悚片《惊魂记》上映，这部电影成为视觉暴力和煽情电影的里程碑。在这首歌中听到的刺耳的小提琴声是该片原声带的一个标志。
- Belgians in the Congo  1960年，刚果共和国(今剛果民主共和國)宣布脱离比利时独立。

### 第四节
- Hemingway 1961年，海明威去世。
- Eichmann 1962年，阿道夫·艾希曼被捕。
- Stranger in a Strange Land 1962年《异乡异客》获雨果奖最佳小说奖，成为第一部进入《纽约时报书评》畅销书排行榜的科幻小说。
- Dylan 1961年，鲍勃·迪伦发布首张专辑。
- Berlin 1961年，柏林墙建立。
- Bay of Pigs invasion 1961年，猪湾事件爆发。
- Lawrence of Arabia 1962年，《阿拉伯的劳伦斯》获奥斯卡电影奖。
- British Beatlemania “Beatlemania”为披头士粉丝的称呼。1960 年代，围绕英国摇滚乐队披头士乐队的狂热在欧美盛行。历史史称“英伦入侵”。
- Ole Miss Ole Miss是密西西比大学的别称。1962月127日，肯尼迪总统派出316名美国法警、97名美国边境巡逻队副手和40名联邦监狱局人员护送梅雷迪思入学密大。
- John Glenn 1962月7日，约翰·格伦执行了友谊1962号任务，成为第一个绕地球轨道飞行的美国人。
- Liston beats Patterson 1962年，桑尼·利斯顿击败弗洛伊德·帕特森取得世界冠军。
- Pope Paul 1963年，教宗保罗六世登基。
- Malcolm X 1965年，穆斯林民权运动家马尔科姆X被暗杀
- British Politician sex 指1963年普罗富莫事件，保守党大臣婚外情丑闻爆发。
- J.F.K. blown away 1963年，肯尼迪总统被刺杀。

### 第五节
- Birth control 1964年，挪威通过了第一部使堕胎合法化的法律。它允许在对母亲有危险的情况下进行堕胎，堕胎决定由两名医生做出。
- Ho Chi Minh 60年代末期，胡志明领导北越政府进行意图消灭南越并统一越南的越南战争。
- Richard Nixon back again 1968年，理查德·尼克松再度参选总统并胜出。
- Moonshot  1969年7月美国阿波罗11号成功登陆月球，宇航员尼尔·阿姆斯特朗和巴兹·奥尔德林成为历史上最早登陆月球的人类。
- Woodstock 1969年，伍德斯托克音乐节举行。
- Watergate 水门事件爆发。
- punk rock 1970 年代中期，朋克摇滚开始流行。
- Begin 1978年，梅纳赫姆·贝京和埃及总统萨达特签订了戴维营协议，当年与后者一同获得诺贝尔和平奖
- Reagan 里根在1980年的选战中击败了当时民主党的总统吉米·卡特，当选总统。
- Palestine 1988年，巴勒斯坦建国。
- Terror on the airline 可能指1985年印度航空182号班机空难，此为有史以来机上死亡人数最高的航空恐怖袭击事件和发生于水域上空的最惨重空难。
- Ayatollahs in Iran 可能指1979年什叶派领导的伊朗伊斯兰革命。
- Russians in Afghanistan 1979年12月末，苏联入侵阿富汗开启9年战争，苏联由盛转衰。
- Wheel of Fortune 1983年，命运之轮综艺节目首播。
- ally Ride 1983年，32岁的萨莉·莱德成为第一个进入太空的美国女性。
- Heavy metal suicide 1984年至1985年期间，三名年轻的重金属音乐粉丝试图自杀。
- Foreign debts 1980年代处于通货膨胀时期，这通常归因于美国不断增长的外债。
- homeless Vets 1980年代，越来越多的越南战争退伍军人无家可归。
- AIDS  1981，CDC首次披露艾滋病的存在。
- crack 80年代，快克可卡因逐渐流行。
- Bernie Goetz  伯恩哈德·高射杀了四名黑人，只被判非法持有武器罪，服刑不到一年。
- Hypodermics on the shores 1988年7月，多个注射器被冲上纽约史坦顿岛海滩。
- China's under martial law “中国处于戒严状态”1989年，中国爆发六四事件。
- Rock and Roller cola wars 可口可乐和百事可乐商业大战，可口可乐与宝拉·阿卜杜勒合作，百事可乐与迈克尔·杰克逊合作。